# ماریا گالایی
ماریا گالایی (روسی: Мария Игоревна Галай؛ زادهٔ ۱۴ اکتبر ۱۹۹۲) بازیکن فوتبال اهل روسیه است.
وی همچنین در تیم ملی فوتبال زنان روسیه بازی کرده‌است.